# كارل هاينريش فايتسكر
كارل هاينريش فايتسكر (بالألمانية: Carl Heinrich Weizsäcker)‏ (و. 1822 – 1899 م) هو عالم عقيدة، ومترجم، وأستاذ جامعي ألماني، ولد في أورينغين، توفي في توبينغن، عن عمر يناهز 77 عاماً.

## التعليم
تعلم في جامعة توبنغن
.